# リリウム (小惑星)
リリウム (1092 Lilium) は、小惑星帯に位置する小惑星である。カール・ラインムートがハイデルベルクのケーニッヒシュトゥール天文台で発見した。
植物のユリ（ユリ属）の学名に因んで名付けられた。